# Вітамсвілл (Огайо)
Вітамсвілл (англ. Withamsville) — переписна місцевість (CDP) в США, в окрузі Клермонт штату Огайо. Населення — 7357 осіб (2020).

## Географія
Вітамсвілл розташований за координатами 39°3′46″ пн. ш. 84°16′50″ зх. д. / 39.06278° пн. ш. 84.28056° зх. д. (39.062777, -84.280690).  За даними Бюро перепису населення США в 2010 році переписна місцевість мала площу 8,07 км², уся площа — суходіл.

## Демографія
Згідно з переписом 2010 року, у переписній місцевості мешкала 7021 особа в 3046 домогосподарствах у складі 1858 родин. Густота населення становила 870 осіб/км².  Було 3308 помешкань (410/км²).
Расовий склад населення:
| - 94,9 % — білих - 1,5 % — азіатів - 1,4 % — чорних або афроамериканців - 0,2 % — корінних американців |

До двох чи більше рас належало 1,5 %. Частка іспаномовних становила 1,8 % від усіх жителів.
За віковим діапазоном населення розподілялося таким чином: 22,0 % — особи молодші 18 років, 65,7 % — особи у віці 18—64 років, 12,3 % — особи у віці 65 років та старші. Медіана віку мешканця становила 36,3 року. На 100 осіб жіночої статі у переписній місцевості припадало 95,9 чоловіків;  на 100 жінок у віці від 18 років та старших — 91,8 чоловіків також старших 18 років.
Середній дохід на одне домашнє господарство  становив 62 123 долари США (медіана — 57 712), а середній дохід на одну сім'ю — 71 784 долари (медіана — 64 859). Медіана доходів становила 45 595 доларів для чоловіків та 32 338 доларів для жінок. За межею бідності перебувало 9,2 % осіб, у тому числі 9,6 % дітей у віці до 18 років та 4,4 % осіб у віці 65 років та старших.
Цивільне працевлаштоване населення становило 4114 особи. Основні галузі зайнятості: освіта, охорона здоров'я та соціальна допомога — 21,9 %, роздрібна торгівля — 12,5 %, виробництво — 12,0 %.